# Internationaler Literaturpreis
Il Premio Internazionale di Letteratura (Internationaler Literaturpreis) è un riconoscimento letterario tedesco attribuito annualmente alla migliore opera di prosa tradotta per la prima volta.
Istituito nel 2009 dalla Haus der Kulturen der Welt e dalla Fondazione Elementarteilchen, riconosce all'autore del romanzo 20000 euro e al traduttore 15000.
Nel 2020 vista l'eccezionalità della situazione pandemica il premio è stato assegnato a tutti i 6 finalisti come gesto di solidarietà.

## Albo d'oro
- 2009: Daniel Alarcón (autore) e Friederike Meltendorf (traduttrice) per Radio città perduta (Lost City Radio)
- 2010: Marie NDiaye (autrice) e Claudia Kalscheuer (traduttrice) per Tre donne forti (Trois Femmes puissantes)
- 2011: Michail Pavlovič Šiškin (autore) e Andreas Tretner (traduttore) per Capelvenere (Venerin volos)
- 2012: Mircea Cărtărescu (autore) e Gerhardt Csejka e Ferdinand Leopold (traduttori) per la trilogia Abbacinante (Orbitor)
- 2013: Teju Cole (autore) e Christine Richter-Nilsson (traduttrice) per Città aperta (Open City)
- 2014: Dany Laferrière (autore) e Beate Thill (traduttrice) per L'enigma del ritorno (L'Énigme du retour)
- 2015: Amos Oz (autore) e Mirjam Pressler (traduttrice) per Giuda (הבשורה על-פי יהודה)
- 2016: Shumona Sinha (autrice) e Lena Müller (traduttrice) per A morte i poveri! (Assommons les pauvres!)
- 2017: Fiston Mwanza Mujila (autore) e Katharina Meyer e Lena Müller (traduttrici) per Tram 83
- 2018: Ivana Sajko (autrice) e Alida Bremer (traduttrice) per Ljubavni roman
- 2019: Fernanda Melchor (autrice) e Angelica Ammar (traduttrice) per Stagione di uragani (Temporada de huracanes)
- 2020:
  - Yevgenia Belorusets (autrice) e Claudia Dathe (traduttrice) per Щасливі падіння
  - Amir Hassan Cheheltan (autore) e Jutta Himmelreich (traduttrice) per Der Zirkel der Literaturliebhaber
  - Chigozie Obioma (autore) e Nicolai von Schweder-Schreiner (traduttore) per Un'orchestra di piccole voci (An orchestra of minorities)
  - Angel Igov (autore) e Andreas Tretner (traduttore) per Die Sanftmütigen
  - James Noël (autore) e Rike Bolte (traduttrice) per Was für ein Wunder
  - Isabel Waidner (autrice) e Ann Cotten (traduttrice) per Geile Deko
- 2021: Fatima Daas (autrice) e Sina de Malafosse (traduttrice) per La più piccola (La Petite Dernière)
- 2022: Cristina Morales (autrice) e Friederike von Criegern (traduttrice) per Lettura facile (Lectura facil)
- 2023: Mohamed Mbougar Sarr (autore) e Holger Fock e Sabine Müller (traduttori) per La più recondita memoria degli uomini (La plus secrète mémoire des hommes)
- 2024: Pajtim Statovci (autore) e Stefan Moster (traduttore) per L'ultimo parallelo dell'anima (Kissani Jugoslavia)[6]
- 2025: Kim Hyesoon (autrice) e Sool Park e Uljana Wolf (traduttrice) per Autobiographie des Todes - Gedichte[7]